# Gulstrupig skäggbulbyl
Gulstrupig skäggbulbyl (Criniger olivaceus) är en fågel i familjen bulbyler inom ordningen tättingar.

## Utseende och läte
Gulstrupig skäggbulbyl är en medelstor (20 cm) och rätt färglös bulbyl med gul strupe. Fjäderdräkten är i övrigt övervägande mörkt olivgrön, något ljusare på buk och undergump och med en knappt skönjbar roströd anstrykning på stjärten. Den har också ljusare tygel och en blå ögonring, men det syns knappt i fält. Den kan förväxlas med västlig skäggbulbyl, men är mindre med snarare grön än gråbrun undersida och inte lika resta strupfjädrar. Beskrivna läten är mjuka "chuk" under födosök och tre hårda toner, "whut chruw chruw".

## Utbredning och status
Fågeln förekommer från östra Sierra Leone till sydvästra Ghana. Den behandlas som monotypisk, det vill säga att den inte delas in i några underarter.

## Status och hot
Gulstrupig skäggbulbyl tros minska relativt kraftigt i antal till följd av habitatförlust. Fågeln är därför upptagen på internationella naturvårdsunionen IUCN:s röda lista över hotade arter, kategoriserad som sårbar (VU). Beståndet uppskattas till mellan 100 000 och en halv miljon individer.